# Lucho en familia (serie de televisión)
Lucho en familia, producción original de  Azteca 7 en colaboración con "Corazón Films", es una serie de televisión de género sitcom mexicana. Creada y producida por Marcel Ferrer y Víctor Sariñana. Fue estrenada el 28 de marzo de 2011 y solo tuvo una temporada.  
Fue interpretada por Rodolfo Arias, Martha Mariana Castro, Israel Amezcua, Tatiana Martínez y Dalí González. La teleserie fue emitida en México por Azteca 7, en Estados Unidos por Azteca América y en Guatemala por Azteca Guatemala. El 27 de mayo de 2011 se emitió el último capítulo de la primera temporada.

## Sinopsis
La serie, que se desarrolla a lo largo de 36 Episodios, nos presenta la historia de Lucho, un luchador retirado que debido a problemas económicos debe retomar su carrera como luchador para alimentar a su numerosa familia. 
Lucho Corona, es padre de familia ejemplar, esposo devoto, yerno incomprendido y astro retirado de la lucha libre profesional. Hace diez años, Luchó lesionó accidentalmente en el ring a Ramiro, ese amigo incondicional que solía convertirse en su más acérrimo rival en cuanto se ponía la máscara de «El Titán». Las secuelas de la lesión provocaron el retiro prematuro de ambos: uno por los achaques y otro por la culpa. El Rayo Escarlata, nombre con el que todos conocían a Lucho en los cuadriláteros, prometió nunca volver a pelear después de aquel fatídico día. 
Al inicio de la historia, las penurias económicas obligan a nuestro héroe a regresar a las luchas, a pesar de la incredulidad de algunos y las burlas de muchos. A lo largo de la serie, seguiremos a este hombre en su odisea por sacar adelante a su familia y recuperar la gloria que lo convirtió algún día en ídolo del pueblo e hijo pródigo de la Colonia Portales.

## Segunda temporada
Después de rumores y algunos acercamientos entre la producción y TV Azteca, se habló de una segunda temporada que se estrenaría en el 2012 contando con 34 episodios, pero finalmente el proyecto fue cancelado.

## Reparto

### Principales
- Rodolfo Arias como Lucho.
- Martha Mariana Castro como Maribel.
- Israel Amezcua como Adrián.
- Tatiana Martínez como Mariana.
- Dalí González como Felipe.
- Paloma Woolrich como Carmen.
- Fernando Becerril como Faustino.
- María Fernanda Quiroz como Amalia.
- Juan Pablo Medina como Beto.

### Recurrentes
- Patricio Gallardo como Ignacio.
- Jorge Zárate como Ramiro «Titán».
- José Sefami como Efraín.
- Josue Stalin Maya  como La Ardilla.
- Eduardo Arroyuelo como Freddy Fortuna.
- Guillermo Quintanilla como Don Fabián.
- Dolores Heredia como Verónica.
- Héctor Arredondo como Alonso.
- Alfredo Herrera como Cris.
- Jesse Alarcón como Tati.
- Carlos Torres Torrija como Don Carlos.
- Eduardo Victoria como Vicente.

- Datos: Q5982056